# Denis Ten
Denis Joerjevitsj Ten (Russisch: Денис Юрьевич Тен; Alma-Ata, 13 juni 1993 – aldaar, 19 juli 2018) was een Kazachs kunstschaatser. Hij nam deel aan drie edities van de Olympische Winterspelen en won in 2014 op de Olympische Winterspelen in Sotsji een bronzen medaille bij de mannen. Dit was tevens de eerste Olympische medaille voor Kazachstan bij het kunstschaatsen.

## Biografie
Denis Ten werd op 13 juni 1993 geboren in Alma-Ata, de hoofdstad van het in 1991 onafhankelijk geworden Kazachstan. Hij behoorde daar tot de Koreaanse minderheid. Zijn betovergrootvader, Min Keung-ho, was een Koreaanse onafhankelijkheidsstrijder die (zonder succes) streed tegen annexatie van Korea door Japan. Ten leerde op een natuurijsbaan schaatsen en wisselde dit af met trainingsuren op een kunstijsbaan in een winkelcentrum. In 2003 deed hij mee aan een kunstschaatswedstrijd in het Russische Omsk. Ten won, werd meteen gevraagd om aan meer wedstrijden deel te nemen en ging intensiever trainen. Hij verhuisde in 2004 met zijn moeder naar de Russische hoofdstad Moskou; zijn vader en oudere broer bleven achter in Kazachstan.
Vanaf het seizoen 2006/07 ging Ten deelnemen aan internationale kunstschaatswedstrijden, zoals de WK junioren. Zijn hoogste klassering was een vierde plaats bij de WK junioren 2009 en de WK junioren 2012. Hij maakte begin 2009 zijn debuut bij de seniorenwedstrijden - hij werd dat jaar achtste bij de WK 2009 en negende bij het Viercontinentenkampioenschap. Ten kreeg in 2011 een eerste internationale prijs toen hij goud bemachtigde bij de Aziatische Winterspelen 2011. De grote successen kwamen echter vanaf 2013 toen hij (achtereenvolgens) de volgende prijzen won: zilver bij de WK 2013, als eerste Kazachse kunstschaatser brons bij de Olympische Winterspelen 2014 in Sotsji, goud bij het Viercontinentenkampioenschap 2015 en brons bij de WK 2015.
Ten behaalde de jaren erna door terugkerende blessures niet meer zijn oude niveau. Zo werd hij in februari 2018 op de Olympische Winterspelen in Pyeongchang 27e bij de mannen. Ten werd in juli 2018 neergestoken door twee mannen die zijn autospiegels aan het stelen waren. Hij overleed enkele uren later in het ziekenhuis op 25-jarige leeftijd.
Ter ere van hem wordt sinds 2019 de kunstschaatswedstrijd Denis Ten Memorial Challenge gehouden.

## Belangrijke resultaten
| Kampioenschap                | 04/05 | 05/06 | 06/07  | 07/08 | 08/09 | 09/10 | 10/11 | 11/12 | 12/13         | 13/14         | 14/15         | 15/16         | 16/17         | 17/18         |
| ---------------------------- | ----- | ----- | ------ | ----- | ----- | ----- | ----- | ----- | ------------- | ------------- | ------------- | ------------- | ------------- | ------------- |
| Olympische Spelen            |       |       |        |       |       | 11e   |       |       |               | Brons         |               |               |               | 27e           |
| Wereldkampioenschap          |       |       |        |       | 8e    | 13e   | 14e   | 7e    | Zilver        |               | Brons         | 11e           | 16e           |               |
| Viercontinentenkampioenschap |       |       |        |       | 9e    | 10e   |       | 6e    | 12e           | 4e            | Goud          | t.z.t.        | t.z.t.        | 15e           |
| Aziatische Winterspelen      |       |       |        |       |       |       | Goud  |       |               |               |               |               | 10e           |               |
| Nationaal kampioenschap      | 4e    | Goud  | Zilver |       |       | Goud  |       | Goud  | Goud          | Goud          |               |               |               |               |
| WK junioren                  |       |       | 26e    | 16e   | 4e    | 9e    |       | 4e    | geen deelname | geen deelname | geen deelname | geen deelname | geen deelname | geen deelname |
| Junior Grand Prix-finale     |       |       |        |       | 5e    |       |       |       | geen deelname | geen deelname | geen deelname | geen deelname | geen deelname | geen deelname |